# Chasse, pêche, nature et traditions

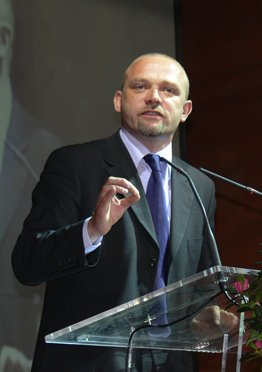
Frédéric Nihous, předseda strany

Chasse, pêche, nature et traditions (CPNT) (česky Lov, rybolov, příroda a tradice) je francouzská agrární a konzervativní politická strana, která byla založena roku 1989 pod formou spolku. Strana hodlá bránit tradiční společenské hodnoty a dále právo na svobodný lov. Její předsedou je Frédéric Nihous (* 1967).
Strana zaznamenává dílčí úspěchy především na místní a regionální úrovni. Své kandidáty vysílá také do prezidentských voleb (v roce 2002 obdržel Jean Saint-Josse přes milión hlasů, tj. 4,23 %).
Na mezinárodní úrovni spolupracuje se euroskeptickými stranami. Ve volbách do Evropského parlamentu 2009 se spojila s Hnutím pro Francii (MPF) do koalice Libertas, která získala 4,8 % hlasů a jeden mandát.